# فيتشية حديثة
فيتشية حديثة (الاسم العلمي: Neoveitchia)، جنس من أشجار النخيل. يضم نوعين معروفين، موطنهما جزر معينة في غرب المحيط الهادئ:
- Neoveitchia brunnea Dowe - فانواتو
- Neoveitchia storckii (H.Wendl.) Becc. - فيجي